# Bibloplectus ambiguus
Bibloplectus ambiguus är en skalbaggsart som först beskrevs av Reichenbach 1816.  Bibloplectus ambiguus ingår i släktet Bibloplectus, och familjen kortvingar. Arten är reproducerande i Sverige.